# Dorrai Logari
Dorrai Logari (persisch بابه دری لوگری, Ustad Dorrai-e Logari, Dorai Logarai, * in Logar; † in Kabul) war ein afghanischer Musiker im 20. Jahrhundert, der afghanische Tanzmusik im Logari-Stil seiner Heimatregion machte. Über Dorrai Logari existieren wenige schriftlichen Informationen.
Dorrai Logeri war nicht nur bei den Paschtunen, sondern überall in Afghanistan beliebt. Er sang in Farsi und Paschtu. In fast allen Provinzen ist Logari-Musik vertreten.
Die in seinem Ensemble gespielten Musikinstrumente, besonders die Laute rubab, sind in Afghanistan weit verbreitet. Zur typischen Logari-Musik gehören mehrere zweifellige Trommeln doholak oder dohol, mehrere rubab, tanbur, zerbaghali, sornay und ghichak.
Bei Hochzeiten in Dörfern tanzten zur Logari-Musik, dirigiert oft von Dorrai selbst, als Frauen gekleidete junge Männer (bacha bazi) oder Frauen, die man als kanchani (kantschani, persisch کنچنى, Urdu کَنْچَن, „Tanzmädchen, Tänzerin“) bezeichnete.
Logar-Tals Musik wurde mit der landesweiten Ausstrahlung der Sendungen von Radio Afghanistan RTA in den 1950er Jahren bekannt.
Dorrais Musikgruppe spielte als erste afghanische Musikgruppe in Peking. Dorrai hat verschiedene Musiker in dieser Logari-Richtung ausgebildet. Ustad Bilton (Beltoon) war ein berühmter Schüler. Auch seine Kinder, Musiker derselben Musikrichtung hängen an ihren Namen Logari bzw. Lugare an.